# Solaris Trollino 18

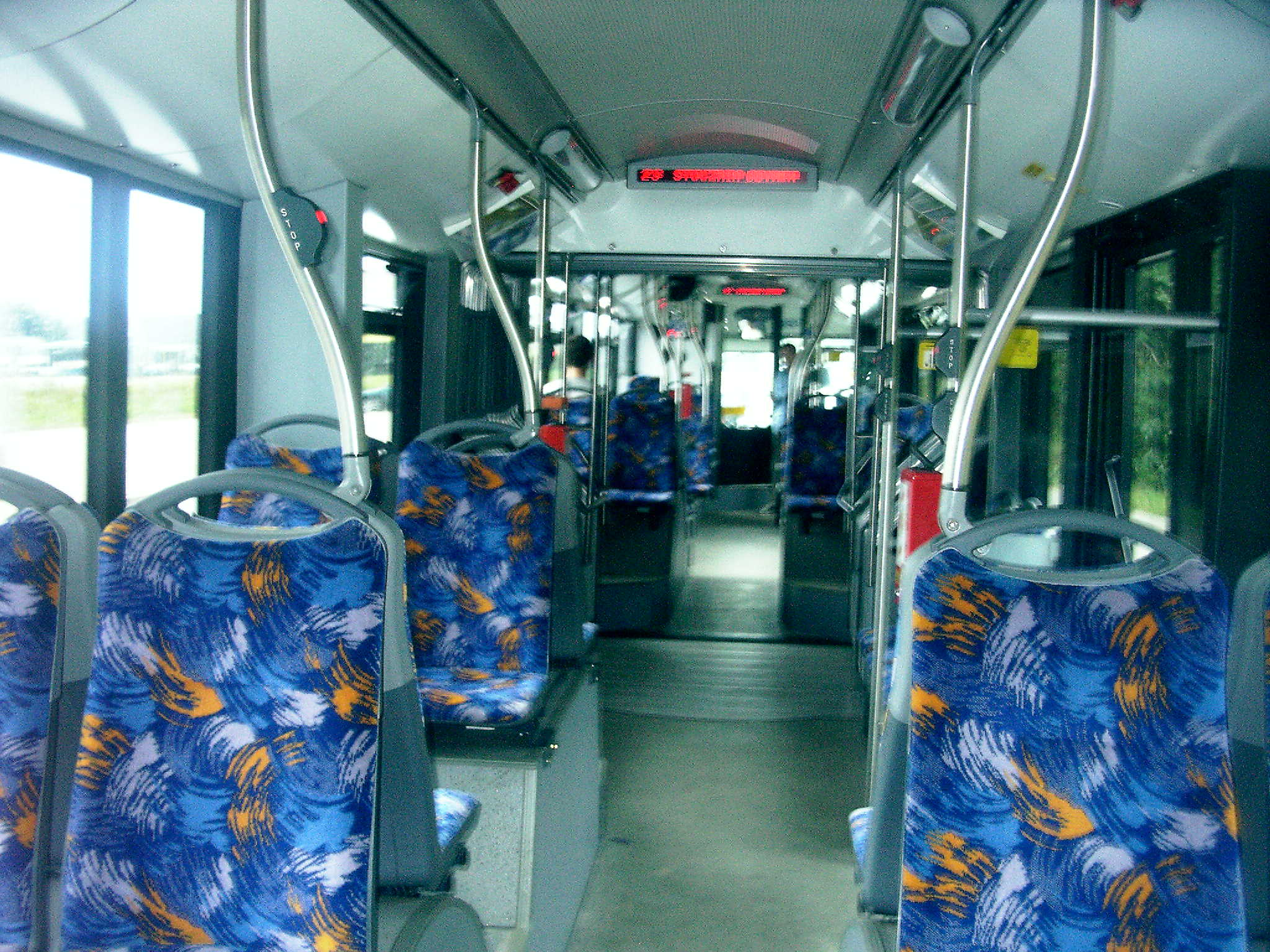
Interiér ostravského trolejbusu Trollino 18

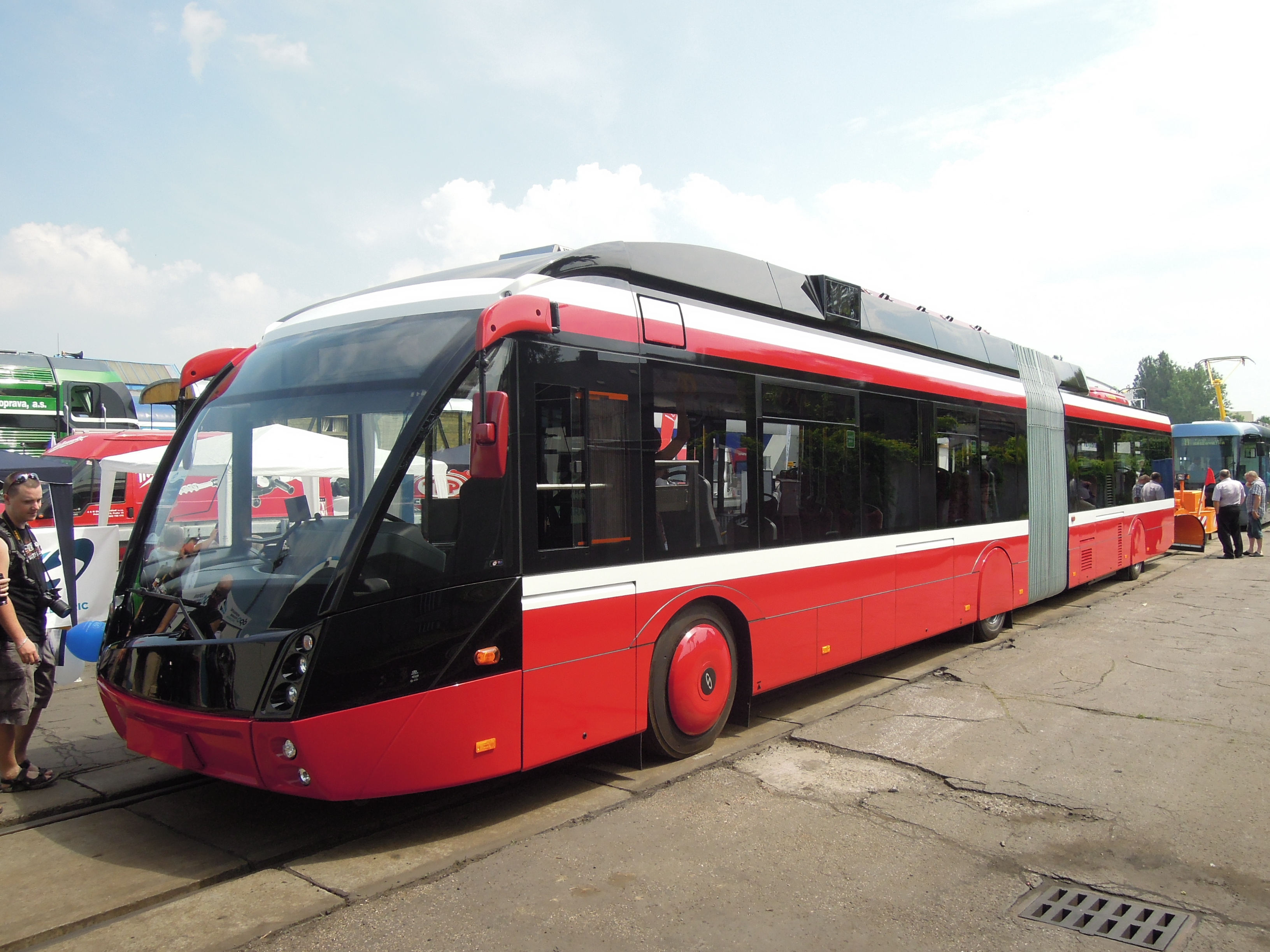
Solaris Trollino 18 s designem MetroStyle určený pro Salzburg na veletrhu Czech Raildays 2012

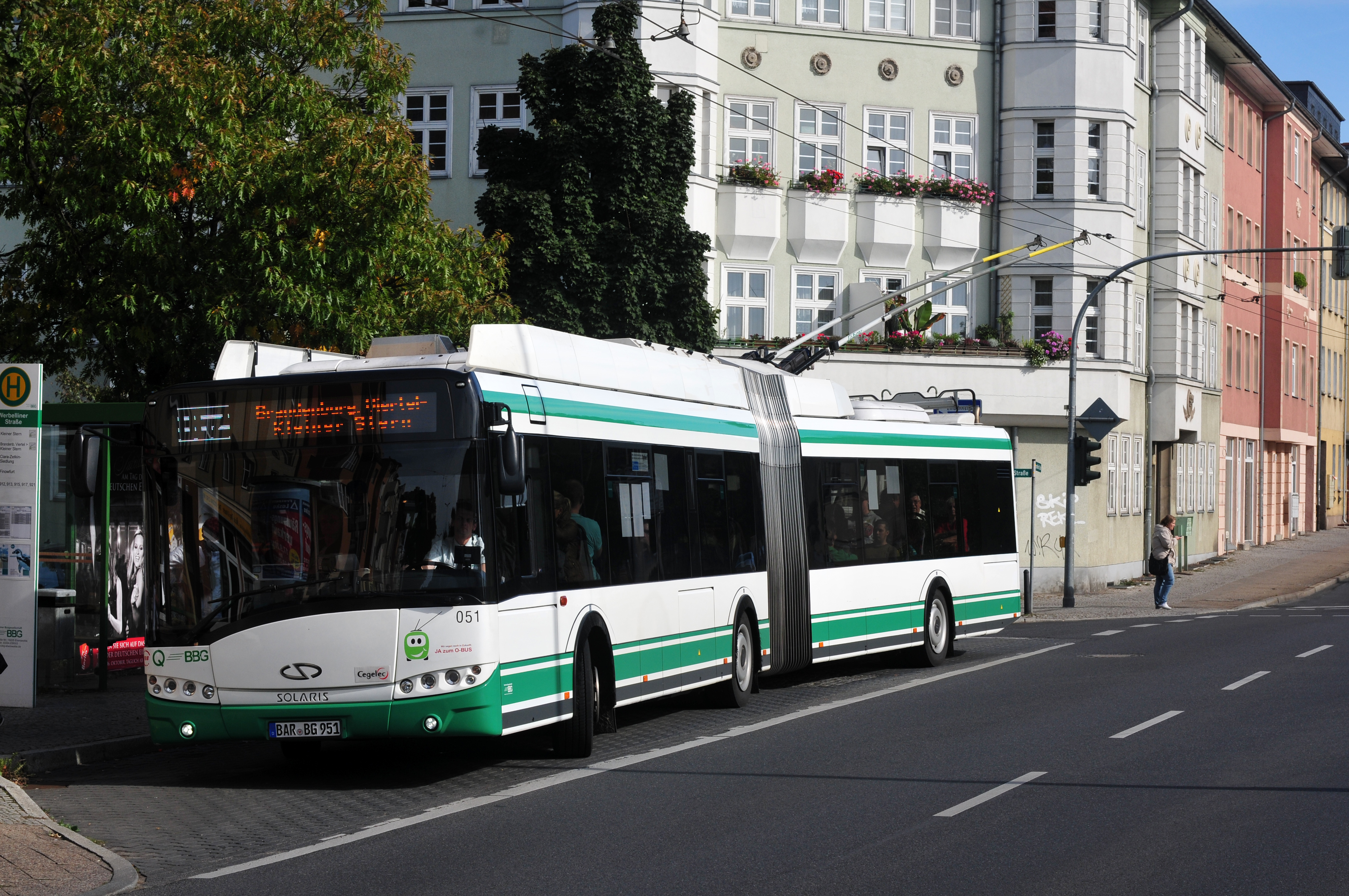
Solaris Trollino 18 v Eberswalde

Solaris Trollino 18 je dvoučlánkový nízkopodlažní trolejbus, který je vyráběn od roku 2005 polskou firmou Solaris Bus & Coach.

## Konstrukce
Vůz Trollino 18 konstrukčně vychází z kloubového autobusu Solaris Urbino 18. Jedná se o třínápravový nízkopodlažní trolejbus, který se skládá ze dvou částí. Ty jsou navzájem spojeny kloubem a krycím měchem. V pravé bočnici vozu se nacházejí čtvery dvoukřídlé skládací dveře.
Vozy jsou vybaveny střídavou elektrickou výzbrojí TV Europulse s asynchronním trakčním motorem od firmy Cegelec (označení vozu AC, výroba od 2005) nebo elektrickou výzbrojí Ganz-Skoda (dříve Ganz; výroba od 2001). Na přání zákazníka může být trolejbus také vybaven pomocným naftovým agregátem, který umožňuje jízdu vozu i mimo trolejové vedení.
Trolejbusy, které dodává Škoda Electric s vlastní elektrickou výzbrojí, jsou označeny jako Škoda 27Tr.

## Prototypy
Dva prototypy vozu Trollino 18 AC byly vyrobeny na přelomu let 2004 a 2005. První z nich byl dodán do švýcarského Winterthuru, druhý jezdí ve městě La Chaux-de-Fonds v téže zemi.

## Dodávky trolejbusů
| Současný stát | Město               | Článek | Typ                          | Roky dodávek | Počet vozů | Evidenční čísla při dodání | Poznámky                                                     | Zdroj         |
| ------------- | ------------------- | ------ | ---------------------------- | ------------ | ---------- | -------------------------- | ------------------------------------------------------------ | ------------- |
| Česko         | Ostrava             | článek | Solaris Trollino 18 AC       | 2006         | 1          | 3801                       | s dieselagregátem                                            | [ 1 ]         |
| Estonsko      | Tallinn             | článek | Ganz Solaris Trollino 18     | 2003         | 5          | 432–436                    |                                                              | [ 2 ]         |
| Estonsko      | Tallinn             | článek | Solaris Trollino 18 AC       | 2007–2009    | 14         | 437–450                    |                                                              | [ 3 ]         |
| Itálie        | Ancona              | článek | Solaris Trollino 18 AC       | 2012–2013    | 3          | 010, 011, 012              |                                                              | [ 4 ]         |
| Itálie        | Bologna             | článek | Solaris Trollino 18 AC       | 2010         | 11         | 1056–1066                  |                                                              | [ 5 ]         |
| Itálie        | La Spezia           | článek | Solaris Trollino 18 IV Kiepe | 2022         | 5          | 4850–4854                  |                                                              | [ 6 ]         |
| Itálie        | Milán               | článek | Solaris Trollino 18 Kiepe    | 2019–2024    | 90         | 800–889                    | s pomocnými bateriemi                                        | [ 7 ]         |
| Itálie        | Řím                 | článek | Ganz Solaris Trollino 18     | 2003         | 30         | 8501–8530                  |                                                              | [ 8 ]         |
| Lotyšsko      | Riga                | článek | Ganz Solaris Trollino 18     | 2001–2005    | 52         | 1-600–1-626, 2-650–2-674   |                                                              | [ 9 ]         |
| Maďarsko      | Budapešť            | článek | Solaris Trollino 18 S        | 2015–2019    | 22         | 9000–9010, 9100–9110       |                                                              | [ 10 ] [ 11 ] |
| Německo       | Eberswalde          | článek | Solaris Trollino 18 AC       | 2010–2012    | 12         | 051–061, 063               |                                                              | [ 12 ]        |
| Německo       | Eberswalde          | článek | Solaris Trollino 18 Kiepe    | 2023         | 2          | 064–065                    | s pomocnými bateriemi                                        | [ 13 ]        |
| Německo       | Esslingen am Neckar | článek | Solaris Trollino 18,75 Kiepe | 2015–2016    | 4          | 501–504                    | Metrostyle                                                   | [ 14 ]        |
| Německo       | Esslingen am Neckar | článek | Solaris Trollino 18 Kiepe    | 2019         | 6          | 505–510                    | s pomocnými bateriemi                                        | [ 15 ]        |
| Německo       | Solingen            | článek | Solaris Trollino 18,75 Kiepe | 2018         | 4          | 861–864                    | s pomocnými bateriemi                                        | [ 16 ]        |
| Německo       | Solingen            | článek | Solaris Trollino 18 Kiepe    | 2020–2023    | 16         | 865–880                    | s pomocnými bateriemi                                        | [ 17 ]        |
| Norsko        | Bergen              | článek | Solaris Trollino 18 S        | 2020         | 10         | 3001–3010                  | s pomocnými bateriemi                                        | [ 18 ]        |
| Polsko        | Gdyně               | článek | Solaris Trollino 18 M        | 2018–2019    | 16         | 3251–3266                  | s pomocnými bateriemi                                        | [ 19 ]        |
| Polsko        | Lublin              | článek | Solaris Trollino 18 M        | 2014–2021    | 27         | 3932–3943, 3960–3974       | 3932–3943 s dieselagregátem, 3960–3974 s pomocnými bateriemi | [ 20 ]        |
| Rakousko      | Salcburk            | článek | Solaris Trollino 18 AC       | 2009–2013    | 19         | 301–319                    |                                                              | [ 21 ]        |
| Rakousko      | Salcburk            | článek | Solaris Trollino 18 AC       | 2012–2018    | 51         | 321–371                    | Metrostyle                                                   | [ 22 ]        |
| Rumunsko      | Brašov              | článek | Solaris Trollino 18 S        | 2020         | 26         | 2000–2025                  | s pomocnými bateriemi                                        | [ 23 ]        |
| Rumunsko      | Kluž                | článek | Solaris Trollino 18 S        | 2019         | 50         | 301–350                    |                                                              | [ 24 ]        |
| Švýcarsko     | La Chaux-de-Fonds   | článek | Solaris Trollino 18 AC       | 2005         | 4          | 141–144                    |                                                              | [ 25 ]        |
| Švýcarsko     | Winterthur          | článek | Solaris Trollino 18 AC       | 2005         | 10         | 171–180                    |                                                              | [ 26 ]        |